# السراحنة (اكلي)
السراحنة هو دُوَّار يقع بجماعة إڭلي، إقليم تارودانت، جهة سوس ماسة في المملكة المغربية. ينتمي الدوّار لمشيخة اكلي التي تضم 47 دوار. يقدر عدد سكانه بـ 633 نسمة حسب الإحصاء الرسمي للسكان والسكنى لسنة 2004.

## روابط خارجية
- البوابة الوطنية للجماعات الترابية
- المندوبية السامية للتخطيط